# Naruto
Naruto (NARUTO -ナルト-?) è un manga scritto e disegnato da Masashi Kishimoto e pubblicato dal 4 ottobre 1999 al 10 novembre 2014 sulla rivista Weekly Shōnen Jump di Shūeisha, per un totale di 15 anni di serializzazione. I 700 capitoli realizzati sono stati raccolti in 72 volumi tankōbon sotto l'etichetta Jump Comics; il manga è stato tradotto e pubblicato in diverse lingue, tra cui in inglese da Viz Media, in italiano da Planet Manga, in francese da Kana, in tedesco da Banzai! e in spagnolo da Glénat.
La trama segue le peripezie e le vicissitudini del giovane Naruto Uzumaki, il quale, partendo da ninja inetto e diventando via via più forte, cerca di cambiare il suo mondo, inseguendo il sogno di diventare hokage.
Dal manga sono state tratte due serie televisive anime entrambe prodotte dalla Pierrot e andate in onda su TV Tokyo: la prima, Naruto (NARUTO -ナルト-?), trasmessa in Giappone dal 3 ottobre 2002 all'8 febbraio 2007, è composta da 220 episodi e adatta i primi 27 volumi del fumetto in cui il protagonista Naruto è ancora un bambino; la seconda, Naruto: Shippuden (NARUTO -ナルト-疾風伝?, Naruto: Shippūden, lett. "Naruto: Le cronache dell'uragano"), trasmessa in Giappone dal 15 febbraio 2007 al 23 marzo 2017, è composta da 500 episodi e adatta il seguito della vicenda a partire dal volume 28 e narra delle peripezie di Naruto da adolescente. La serie è stata inoltre trasposta in altri media come romanzi, videogiochi, film e OAV.
Naruto, con le sue oltre 250 milioni di copie, è diventato il quinto manga più venduto al mondo, dietro One Piece, Golgo 13, Detective Conan e Dragon Ball.

## Trama
(Inizio del manga Naruto.)
Naruto Uzumaki è un ninja dodicenne del Villaggio della Foglia con il sogno di diventare hokage, il ninja più importante del villaggio, allo scopo di essere accettato dagli altri; Naruto infatti ha passato l'infanzia nell'emarginazione e, durante lo scontro col ninja traditore Mizuki, ne scopre il motivo: dentro di lui è sigillata la Volpe a Nove Code, un demone che in passato ha quasi distrutto il suo villaggio. A seguito della promozione all'accademia ninja Naruto entra a far parte, insieme a Sasuke Uchiha e Sakura Haruno, del gruppo 7, sotto la guida del maestro Kakashi Hatake. Dopo varie missioni ed avventure, Sasuke decide però di abbandonare il Villaggio della Foglia per allenarsi con Orochimaru, allo scopo di ottenere il potere necessario per uccidere il fratello Itachi e vendicare il suo clan, da lui apparentemente sterminato senza un chiaro movente; Naruto, dopo il tentativo fallito di redimere Sasuke e riportarlo al villaggio, decide di seguire il maestro Jiraiya per intraprendere con lui un lungo allenamento. Sakura invece, avendo preso coscienza della propria debolezza rispetto ai compagni, chiede a Tsunade, divenuta nel frattempo quinto hokage, di allenarla nelle arti mediche.
Dopo circa due anni e mezzo, Naruto fa ritorno al Villaggio della Foglia e riprende il suo ruolo come membro del gruppo 7, insieme a Sakura e con Sai a sostituire l'amico Sasuke. Nel frattempo l'Organizzazione Alba, un gruppo di ninja traditori dediti alla cattura dei nove cercoteri, giganteschi demoni sovrannaturali insiti in altrettante forze portanti, è alla ricerca di Naruto, il quale dovrà pertanto scontrarsi con alcuni suoi membri. Sasuke invece, dopo la morte del fratello Itachi, scopre la verità dietro allo sterminio del clan Uchiha e, consumato nuovamente dall'odio e dalla sete di vendetta, si unisce ad Alba per ottenere da questa la forza per distruggere il villaggio natio. Le avventure di Naruto si snodano quindi tra il tentativo di difendere sé stesso e il suo villaggio dall'Organizzazione Alba e il cercare di riportare sulla retta via l'amico Sasuke, il tutto mentre continua a coltivare il proprio sogno di diventare Hokage.

## Personaggi
Gli avvenimenti principali della storia ruotano attorno a tre personaggi principali: Naruto Uzumaki, Sasuke Uchiha e Sakura Haruno, i quali, dopo essersi diplomati all'accademia ninja, vengono inseriti in una squadra di quattro elementi denominata gruppo 7 o gruppo Kakashi, dal nome del quarto membro e maestro Kakashi Hatake.
Naruto, protagonista della storia, è un ragazzo piuttosto irruente e impulsivo. Viene evitato e disprezzato dalla maggior parte degli abitanti di Konoha poiché nel suo corpo è sigillata la Volpe a Nove Code, il demone che ha distrutto il villaggio. Al fine di ottenere il rispetto e la fiducia dei suoi compaesani, cresce in lui il sogno di diventare hokage, il ninja più forte del paese. Nel corso della storia imparerà nuove tecniche e abilità, diventando più forte, ma soprattutto più maturo e determinato. Sasuke è designato per essere il rivale di Naruto, rispetto al quale è caratterialmente l'opposto: calmo, freddo, risoluto e pacato. Egli è l'unico membro sopravvissuto del clan Uchiha, sterminato dal fratello Itachi, evento che cambierà radicalmente la sua vita e che lo porterà a ricercare ossessivamente il potere necessario a vendicarsi di Itachi, fino ad affidarsi agli insegnamenti di Orochimaru, principale antagonista della prima parte del manga. Sakura è un'intelligente ragazza kunoichi debole in battaglia ma che eccelle nell'aspetto teorico delle arti ninja. Kakashi è il maestro jonin dei giovani ninja e il leader del gruppo 7; è uno shinobi calmo, composto e apatico.
Durante il suo percorso di crescita, Naruto incontrerà ninja avversari come Zabuza e Haku o altri con cui farà amicizia come Shikamaru Nara, Ino Yamanaka, Hinata Hyuga e Rock Lee e i tre ninja leggendari Jiraiya, Tsunade e Orochimaru che diventeranno i mentori dei tre protagonisti nell'intervallo di tempo tra le due parti del manga. Col proseguimento della trama, Naruto conoscerà anche ninja appartenenti ad altri villaggi come Gaara, Killer Bee e ninja traditori come i membri dell'Organizzazione Alba comandati da Nagato così come i ninja risorti da Kabuto Yakushi durante la grande guerra ninja, tra cui Hashirama Senju e Madara Uchiha, fondatori del Villaggio della Foglia.

## Ambientazione

Mappa della geografia politica del mondo di Naruto

Il mondo dei ninja è diviso in paesi governati dai daimyo (大名?), signori feudali, e alcuni paesi hanno un villaggio ninja in cui è concentrata la propria forza militare. Tra questi numerosi paesi, cinque vengono riconosciuti come principali a causa della loro elevata potenza militare: il Paese del Fuoco, il Paese del Vento, il Paese del Fulmine, il Paese della Terra e il Paese dell'Acqua, ognuno rappresentato da una delle cinque alterazioni del chakra.
Il capo delle forze militari di un villaggio ninja è il kage (影? lett. "ombra"), solitamente il ninja più potente del villaggio, ed è colui che impartisce gli ordini e assegna le missioni ai vari ninja i quali, a seconda delle loro conoscenze e delle loro abilità, vengono divisi in tre gradi: genin (下忍? lett. "ninja di basso livello"), chunin (中忍?, chūnin, lett. "ninja di medio livello") e jonin (上忍?, jōnin, lett. "ninja di alto livello").

Le cinque alterazioni base del chakra

Ciò che differenzia un essere umano comune da un ninja è l'utilizzo da parte di questi ultimi del chakra: l'unione tra l'energia fisica e mentale che viene incanalata attraverso un particolare sistema circolatorio (経絡系?, keirakukei) presente in ogni individuo, simile a quello sanguigno, tramite il quale può raggiungere tutte le cellule del corpo. Il chakra può essere alterato in cinque tipi di chakra elementali a seconda della natura della persona: fuoco, vento, fulmine, terra e acqua. Utilizzando e impastando correttamente il chakra, si può ricorrere alle tecniche ninja, le quali si suddividono in tre categorie principali: 
- Le arti marziali (体術?, taijutsu) impiegano il chakra per migliorare la forza dei colpi e la resistenza del corpo dell'utilizzatore[24];
- Le arti magiche (忍術?, ninjutsu) utilizzano il chakra per compiere cose non umanamente possibili, come moltiplicarsi o sputare fuoco[24];
- Le arti illusorie (幻術?, genjutsu) introducono il chakra dell'utilizzatore nel bersaglio per causargli allucinazioni e alterargli il senso della realtà[24].

Oltre a questi tre tipi principali, esiste una categoria speciale chiamata abilità innata (血継限界?, kekkei genkai), la quale è impossibile da apprendere con l'allenamento poiché viene trasmessa solo geneticamente.
Tra gli utilizzatori di chakra vi sono inoltre nove cercoteri (尾獣?, bijū, lett. "bestie con la coda"), creature giganti dall'aspetto animale dotate di un'enorme quantità di chakra e di un numero di code che varia da 1 a 9. A causa della loro forza e della distruzione che sono in grado di causare, gli uomini hanno sempre cercato di controllarle rinchiudendole in individui che potessero sfruttare la loro forza, chiamati forze portanti (人柱力?, jinchūriki).

## Produzione
Dopo aver vinto il premio Hot Step con il one shot Karakuri, Masashi Kishimoto ebbe dei dubbi se continuare o meno a sviluppare la storia a causa del gran numero di combattimenti presenti e cambiò così intreccio, sviluppandone uno in cui potesse approfondire il tema della fiducia nelle persone: nacque così il capitolo autoconclusivo Naruto, un manga incentrato sulla magia e con protagonista il personaggio omonimo, una piccola volpe a nove code capace di assumere le sembianze di un giovane ragazzo biondo, che venne pubblicato su Akamaru Jump nell'estate del 1997. Kishimoto creò il personaggio di Naruto in modo che lo rispecchiasse, dall'avere un sogno ritenuto irrealizzabile da chi lo circonda all'amore per il ramen, donandogli però la capacità di non arrendersi di fronte alle difficoltà che si frappongono tra sé stesso e i suoi obiettivi.
La storia ottenne un successo tale da consentire a Kishimoto di trasporla da capitolo autoconclusivo a serie regolare, ma l'autore cambiò la maggior parte degli elementi presenti nella prima versione lasciando inalterati solo il titolo del manga e il carattere di Naruto. Poiché per il lettore sarebbe stato difficile immedesimarsi in un animale, Kishimoto decise di invertire le figure della volpe e della sua trasformazione rendendo così la forma umana il vero personaggio; dopodiché si concentrò sulla creazione della volpe, realizzando un bozzetto da cui ebbe origine l'aspetto definitivo dell'animale e da cui iniziò lo sviluppo del mondo di Naruto. La geografia fittizia del manga fu basata sulle impressioni e sugli stereotipi che, a detta di Kishimoto, gli occidentali hanno nei confronti del Giappone; creò così un mondo fantasy giapponese ambientato in un'epoca imprecisata, partendo dal design del Villaggio della Foglia che prese isprazione dal suo paese natale nella prefettura di Okayama. Il personaggio di Naruto presente nella serie regolare rimase molto simile a quello disegnato nel one shot con differenze minime come le scarpe e il volto leggermente diversi, mentre Kishimoto rimosse dal suo aspetto definitivo gli occhiali sostituendoli con un coprifronte ninja a causa dell'elevato tempo richiesto per disegnarli.
Tra le tematiche trattate nel manga, sono presenti il passaggio di responsabilità e insegnamenti tra le varie generazioni e l'accettazione del prossimo, oltre l'importanza del confronto e del dialogo: a differenza degli shōnen di combattimento moderni dove lo scontro fisico e la componente violenta predominano, Kishimoto volle intraprendere una nuova strada con Naruto, facendo in modo che il protagonista si misuri con l'avversario non solo tramite il combattimento ma anche attraverso la discussione, in modo tale che possano essere comprese appieno le motivazioni dei suoi nemici e che le cause scatenanti dei conflitti non si ripetano più in futuro. Infatti gli antagonisti del mondo di Naruto sono stati sviluppati partendo prima dalla morale del personaggio e solo in seguito caratterizzati sotto il punto di vista fisico e di capacità in combattimento. In Naruto è scarsa la presenza di elementi romantici poiché Kishimoto ha trovato difficile inserirli nella storia, nonostante abbia poi asserito che durante il proseguimento del manga il romanticismo sarebbe stato più presente.
Kishimoto ha prediletto un disegno pulito e dei personaggi tratteggiati in maniera realistica per rendere più verosimili gli scontri fisici, riprendendo inoltre scene provenienti da altre serie manga o da film e lasciandosi influenzare dallo stile di disegno e scenografico di altri mangaka e character designer, come Tetsuya Nishio, responsabile del design dei personaggi dell'anime Ninku, di cui Kishimoto era fan, ma specialmente da Katsuhiro Ōtomo, creatore di Akira e da Hiroaki Samura, autore de L'immortale, di cui ha studiato la suddivisione delle tavole e il ritmo da dare al manga. Nel disegnare i vari personaggi, Kishimoto ha seguito principalmente un percorso fatto di cinque punti: concepimento, creazione di una bozza, inchiostrazione, inserimento delle ombreggiature e colorazione.

### Riferimenti culturali

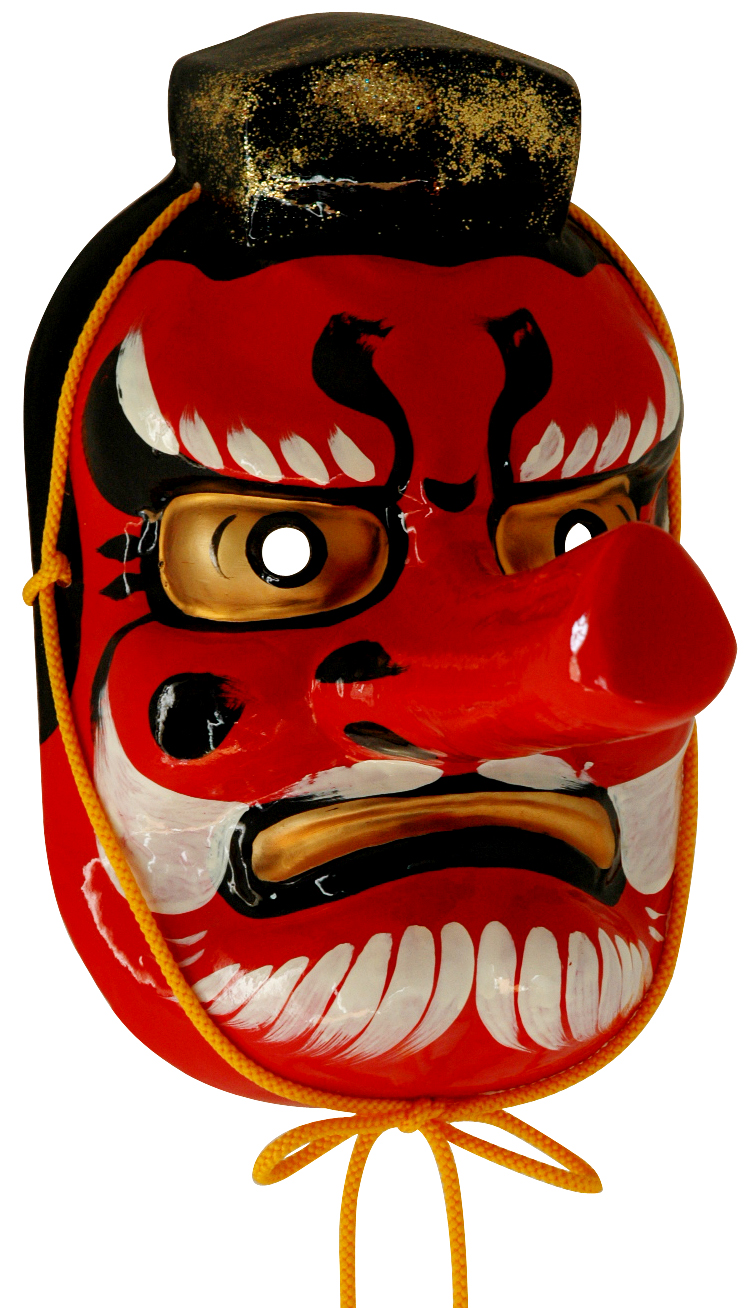
Maschera di uno yamabushi tengu

I riferimenti nel manga al mondo dei ninja sono numerosi: le armi utilizzate nella serie sono ispirate a quelle realmente utilizzate dai ninja, dagli shuriken alle katane, mentre gli equipaggiamenti utilizzati dai jonin e dagli ANBU prendono spunto dai giubbotti mimetici americani PASGT Flak Vest con l'aggiunta di tasche e dai giubbotti anti-proiettile senza spalline.
Molti elementi del mondo di Naruto traggono ispirazione da mitologia e filosofia orientali oltre che dal folclore nipponico; ne sono esempio i vari cercoteri come la Volpe a Nove Code, basata sulla figura della kitsune che, nell'arcipelago nipponico, viene considerata una creatura sovrannaturale e a cui vengono attribuiti vari poteri che incrementano col passare degli anni e con l'aumentare delle code (fino a un totale di nove); stesso discorso per Shukaku, Matatabi e Gyūki, per cui Kishimoto si ispirò rispettivamente agli yōkai, tanuki, nekomata e ushi-oni, mentre il Gorilla a Quattro Code deriva dal personaggio di Sun Wukong del romanzo classico cinese Il viaggio in Occidente e dalla trasformazione in gorilla di Son Goku di Dragon Ball. Il viaggio in Occidente è servito anche da ispirazione per i personaggi di Kinkaku e Ginkaku e per i cinque tesori dell'Eremita delle Sei Vie che hanno lo stesso nome della controparte presente nel romanzo. Le maschere ANBU si rifanno ai tengu, creature mitologiche dall'aspetto umano ma dotate di ali sulla schiena e con una maschera diversa a seconda della loro specie. I tre ninja leggendari sono ispirati al racconto Jiraiya goketsu monogatari così come le creature da loro evocate, che inoltre compongono un gioco simile alla morra cinese. Deriva invece dall'Hanafuda, un gioco d'azzardo con le carte, il nome del trio Ino-Shika-Cho che rappresenta una delle combinazioni di carte che danno punti al giocatore. Alcune delle tecniche utilizzate da Maito Gai riprendono il feng shui e i suoi animali guardiani dei punti cardinali: la tigre, la fenice, il drago e la tartaruga.
L'autore ha preso inoltre spunto da edifici realmente esistenti, come il Castello di Iga-Ueno, ospitante uno dei musei ninja più importanti del paese, e lo shachihoko posto sulla sua cima. Anche alcuni luoghi occidentali sono stati presi come ispirazione, ad esempio il monte degli hokage presente nel Villaggio della Foglia trae spunto dal Monte Rushmore.

## Media

### Manga

Copertina italiana dell'edizione Gold Deluxe volume 28

Naruto è stato serializzato in Giappone sulla rivista di Shūeisha Weekly Shōnen Jump a partire dal numero 43 del 1999, uscito il 4 ottobre 1999, fino al numero 50 del 2014, pubblicato il 10 novembre 2014, uscita nella quale ha presentato un doppio capitolo, di cui uno interamente a colori, per un totale di 700 episodi. I capitoli sono stati raccolti in 72 volumi tankōbon pubblicati da marzo 2000 a febbraio 2015 con cadenza irregolare sotto l'etichetta Jump Comics. A partire dal 22 settembre 2014 i capitoli della serie sono stati resi disponibili anche sulla rivista online Jump+ tramite un'app per iOS e Android con uscite contemporanee a quelle della rivista cartacea.
Fuori dal territorio nipponico, il manga è stato tradotto in più di 23 paesi tra cui in Francia da Kana, in Spagna da Glénat, in Germania da Carlsen Verlag sulla rivista Banzai! e a Taiwan da Tong Li Publishing. Per il Nord America e per i paesi anglofoni, Viz Media ha pubblicato i capitoli della serie tradotti in inglese sulla rivista statunitense Shonen Jump a partire dal 7 gennaio 2003 mentre i volumi sono stati messi in commercio dal luglio 2003. In seguito alla chiusura della rivista, la serie è stata serializzata sulla rivista digitale Shonen Jump Alpha insieme ad altri manga provenienti da Shonen Jump e pubblicata anche in formato e-book dal 6 febbraio 2012. Il 5 marzo 2011 è iniziata la pubblicazione di una nuova edizione intitolata Naruto (3-in-1 Edition), in cui ogni albo raccoglie tre volumi tankōbon.
In Italia, il manga è pubblicato da Planet Manga, divisione della Panini Comics, a partire dal 3 aprile 2003 con cadenza mensile fino al numero 22 e con cadenza variabile dal 23 in poi. I testi sono stati curati da Gianluca Bevere. La serie ha avuto anche diverse riedizioni: Naruto il mito, una riedizione con traduzione riveduta, pubblicata dal 19 ottobre 2006; Naruto Gold, una riedizione del manga dalle dimensioni più grandi venduta dal 28 febbraio 2008 e in vendita anche nelle librerie; Naruto Gold Deluxe, identica all'edizione Naruto Gold ma con la presenza della sovraccoperta, anch'essa in vendita dal 28 febbraio 2008; una nuova edizione da edicola in formato gold in uscita settimanalmente con La Gazzetta dello Sport e il Corriere della Sera con diversi contenuti extra a partire dal 29 aprile. Con l'inizio del 2021 La Gazzetta dello Sport rende disponibile una versione completamente a colori, denominata Naruto Color.

### Serie televisive anime
Una prima serie televisiva anime, tratta dai primi 27 volumi del manga, intitolata Naruto (NARUTO -ナルト-?) è andata in onda dal 3 ottobre 2002 all'8 febbraio 2007 su TV Tokyo, per un totale di 220 episodi, con la produzione affidata alla Pierrot e la regia generale a Hayato Date. I primi 135 episodi sono stati adattati dal manga, mentre i restanti 85 presentano una trama originale. I personaggi principali di Naruto, Sasuke, Sakura e Kakashi sono stati doppiati rispettivamente da Junko Takeuchi, Noriaki Sugiyama, Chie Nakamura e Kazuhiko Inoue. Per la serie sono state registrate 9 sigle di apertura e 15 di chiusura, interpretate da vari artisti quali Hound Dog, Flow e Asian Kung-Fu Generation. Il compositore Toshio Masuda si è occupato della colonna sonora.
A partire dal 1º gennaio 2003 la serie è stata raccolta in 52 DVD, in seguito raccolti in box da 6 DVD ciascuno, di cui gli ultimi due sono stati pubblicati il 4 luglio 2007. Inoltre, per celebrare la fine della prima serie, TV Tokyo ha messo in vendita l'8 febbraio 2007 un DVD speciale contenente, insieme all'ultimo episodio, i retroscena sulla produzione, le interviste agli animatori, ai doppiatori ed alcuni trailer della nuova serie. In seguito la serie è stata rimasterizzata in HD e ritrasmessa dal 29 aprile 2009 al 6 luglio 2011 col titolo Naruto: Shōnen hen (NARUTO-ナルト-少年篇?), con nuove sigle d'apertura e chiusura, ed un taglio di tutte le scene non presenti nel manga.
Naruto: Shippuden (NARUTO -ナルト- 疾風伝?, Naruto: Shippūden, lett. "Naruto: Le cronache dell'uragano") è la seconda serie animata basata sul manga ed è una trasposizione dei volumi dal 28 in poi; essa ha visto la partecipazione dello stesso staff della prima serie, eccetto la presenza di Yasuharu Takanashi che ha sostituito Toshio Masuda nella composizione della colonna sonora. La serie ha debuttato il 15 febbraio 2007, con un episodio speciale della durata di un'ora trasmesso su TV Tokyo, e si è conclusa il 23 marzo 2017. Anche questa serie è stata raccolta in DVD, a partire dal 1º agosto 2007.

Copertina del primo DVD della serie animata Naruto

L'anime è stato trasmesso in più di 60 paesi. In Germania, Spagna, Portogallo, Austria e Svizzera i diritti dell'anime di Naruto per il mercato televisivo e per l'home video sono stati acquistati da Panini. La prima serie è andata in onda su Game One in Francia, Jetix nel Regno Unito, Jetix Espaňa in Spagna e TV-Channel in Germania mentre la seconda nuovamente su Game One in Francia, Animax e FDF in Spagna e RTL II in Germania. Negli Stati Uniti, i primi 209 episodi della prima serie sono stati trasmessi dal 10 settembre 2005 al 31 gennaio 2009 su Cartoon Network con una replica in versione integrale andata in onda sul canale Adult Swim dal 1º dicembre 2012, mentre la seconda serie è andata in onda prima sul canale Disney XD dal 28 ottobre 2009 per essere poi interrotta e riproposta dal primo episodio sul canale Adult Swim in versione integrale dal 5 gennaio 2014. Oltre che in TV, gli episodi di Naruto: Shippuden sono stati trasmessi in streaming, con doppiaggio originale e sottotitoli inglesi, sul sito Crunchyroll, resi disponibili un'ora dopo la trasmissione in Giappone dall'8 gennaio 2009 e da Viz Media sul sito Naruto.com il giovedì seguente l'uscita dell'episodio in Giappone dal 15 gennaio 2009 tramite i servizi video Hulu e Joost. In Nord America sono stati venduti anche i DVD di entrambe le serie: per la prima sono stati pubblicati box di tre DVD l'uno con episodi in versione integrale dal 4 luglio 2006 al 22 settembre 2009 congiuntamente a un'edizione limitata contenente diversi bonus, come lo storyboard e la bandana recante il simbolo della foglia; per la seconda sono stati pubblicati DVD di 4-5 episodi l'uno venduti a partire dal 29 settembre 2009.
In Italia la prima serie fu trasmessa dal 5 settembre 2006 al 7 luglio 2008 nel day-time su Italia 1. L'edizione italiana è stata curata dalla Logos e il doppiaggio fu diretto da Pino Pirovano e Gabriele Calindri su dialoghi di Anna Grisoni, Francesca Bielli, Gabriella Fantini e Dominique Evoli; questi ultimi presentano numerose edulcorazioni per poter rendere l'opera più adatta a un pubblico infantile, ad esempio sostituendo verbi come "morire" o "uccidere" e aggettivi come "stupido" o "bastardo" con dei sinonimi meno diretti. L'edizione trasmessa su Italia 1 fu inoltre censurata nella parte video tagliando o ricolorando le scene più violente o sensuali, mentre in home video, in streaming e nelle repliche su Hiro e Italia 2 la serie è stata proposta integralmente ripristinando anche tutte le anticipazioni che erano state rimosse a partire dall'episodio 53 (sebbene prive di voci fuori campo). Le sigle originali furono sostituite dal brano Io credo in me, scritto da Beppe Dati e composto da Cristiano Macrì, e cantato da Giorgio Vanni, unito al consueto montaggio di scene della serie.
La seconda serie ha debuttato su Italia 1 l'11 novembre 2008, mentre le repliche sono andate in onda su Hiro dal settembre 2009, e su Italia 2 dal 7 aprile 2014; dal 16 dicembre 2014, su Italia 2, sono state trasmesse tutte le puntate senza censura. Dall'8 marzo 2017 la trasmissione dell'anime è proseguita solo sul canale Italia 2 con la messa in onda delle nuove puntate inedite fino al 24 aprile 2017. Dopo un anno di pausa la serie è stata poi ripresa con la trasmissione del restante pacchetto di episodi inediti dal 17 settembre al 17 dicembre 2018. La trasmissione dell'anime è poi ripresa dopo due anni di pausa, il 26 maggio 2021, con la messa in onda dei nuovi episodi inediti doppiati, per poi terminare il 21 luglio e andare in pausa fino al 17 ottobre 2023. Per la nuova serie è stata preparata una nuova versione della sigla Io credo in me scritta e composta dagli stessi autori e cantata da Giorgio Vanni. Il doppiaggio è stato nuovamente diretto da Pino Pirovano e affidato sempre allo studio milanese Logos, che ne ha nuovamente curato l'edizione italiana fino all'episodio 286. Successivamente, dopo tre anni di pausa dalla trasmissione delle ultime puntate inedite, il doppiaggio è passato temporaneamente allo studio Kea Sound di Roma e la direzione a Perla Liberatori e Alessio Pelicella, il che ha portato a cambiamenti in parte del cast e nei dialoghi. Con la ripresa della trasmissione nel 2021, il doppiaggio è ritornato allo studio Logos (che nel frattempo ha cambiato nome in LogoSound) e la direzione riaffidata a Pino Pirovano. Nel 2023 il doppiaggio è stato affidato allo studio Erazero, con la direzione sempre di Pirovano.
Per il mercato home video i diritti di Naruto vennero inizialmente acquistati da Panini Video, che prima di chiudere pubblicò i primi 104 episodi in 24 DVD-Video. Questi DVD presentano la sigla cantata da Vanni per la versione televisiva, mentre le sigle originali sono state inserite come extra. In seguito la serie è stata acquistata da Yamato Video che, su distribuzione Eagle Pictures, l'ha pubblicata in DVD e Blu-ray Disc in cinque box (corrispondenti alle rispettive stagioni) tra il 2022 e il 2023. Queste edizioni home video presentano solo le sigle originali.

### OAV
Sono stati distribuiti sei OAV tratti dal manga, tutti prodotti da Pierrot e diretti da Hayato Date con l'eccezione del quinto, diretto da Yuzo Sato. Naruto: Akaki yotsuba no clover o sagase (ナルト 紅き四つ葉のクローバーを探せ?), il primo video della durata di 17 minuti, è stato proiettato durante il Jump Festa 2003, mentre il secondo, Naruto: Takigakure no shitō ore ga eiyuu dattebayo! (滝隠れの死闘 オレが英雄だってばよ!?), della durata di 40 minuti, è stato trasmesso durante lo stesso evento nel 2004 ed entrambi furono raccolti nel DVD Naruto Jump Festa Collection. Tsuini gekitotsu! Jōnin tai genin!! Musabetsu dairansen taikai kaisai!! (ナルティメットアニメーション 木ノ葉無差別大乱戦?) è stato allegato come extra nell'edizione giapponese del gioco Naruto: Ultimate Ninja 3 uscito nel 2005. Un ulteriore OAV, il primo a presentare i personaggi come appaiono nella seconda serie animata, Naruto Shippūden: Shippū! "Konoha Gakuen" den (ナルト 疾風伝 「疾風！“木ノ葉学園”伝」?), è stato distribuito nel 2008 all'interno del settimo DVD della serie. Naruto: The Cross Roads è stato invece proiettato durante il Jump Festa 2009. Un sesto OAV, intitolato Naruto X UT, è stato distribuito nel 2011 in omaggio insieme ad alcune magliette dell'azienda giapponese d'abbigliamento UNIQLO, che ha realizzato anche l'episodio.

### Film
Dalla serie sono stati tratti 11 film animati prodotti da Studio Pierrot, di cui i primi tre basati sulla prima serie televisiva Naruto e i restanti otto ispirati alla seconda Naruto Shippuden (sebbene gli ultimi tre non contengano "Shippuden" nel titolo). I primi nove film sono storie autoconclusive fine a sé stesse collocate parallelamente alle varie saghe delle due serie TV, mentre il decimo e l'undicesimo rientrano nella continuity della storia mandandola avanti, e sono ambientati, rispettivamente, tra i capitoli 699 e 700 e dopo lo spin-off Naruto Gaiden e alla fine della serie animata mostrando, il primo, la nascita della relazione tra Naruto e Hinata, e il secondo le vicende di Boruto, il figlio dei due.
Masashi Kishimoto ha partecipato attivamente alla creazione e allo sviluppo del nono, del decimo e dell'undicesimo film.
1. Naruto - The Movie: La primavera nel Paese della Neve (劇場版 NARUTO 大活劇! 雪姫忍法帖だってばよ!!?, Gekijōban Naruto: Daikatsugeki! Yukihime ninpōchō dattebayo!!), 2004
2. Naruto - Il film: La leggenda della pietra di Gelel (劇場版 NARUTO 大激突! 幻の地底遺跡だってばよ?, Gekijōban Naruto: Daigekitotsu! Maboroshi no chitei iseki dattebayo), 2005
3. Naruto - Il film: I guardiani del regno della luna crescente (劇場版 NARUTO 大興奮! みかづき島のアニマル騒動だってばよ?, Gekijōban Naruto: Daikōfun! Mikazuki-jima no animaru panikku dattebayo), 2006
4. Naruto Shippuden - L'esercito fantasma (劇場版 NARUTO 疾風伝?, Gekijōban Naruto Shippūden), 2007
5. Naruto Shippuden - Il maestro e il discepolo (劇場版 NARUTO 疾風伝 絆?, Gekijōban Naruto Shippūden: Kizuna), 2008
6. Naruto Shippuden - Eredi della volontà del Fuoco (劇場版 NARUTO 疾風伝 火の意志を継ぐ者?, Gekijōban Naruto Shippūden: Hi no ishi o tsugumono), 2009
7. Naruto Shippuden - Il film: La torre perduta (劇場版 NARUTO 疾風伝 ザ・ロストタワー?, Gekijōban Naruto Shippūden: Za Rosuto Tawā), 2010
8. Naruto - Il film: La prigione insanguinata (劇場版 NARUTO ブラッド・プリズン?, Gekijōban Naruto: Buraddo Purizun), 2011
9. Naruto - La via dei ninja (ROAD TO NINJA -NARUTO THE MOVIE-?), 2012
10. The Last: Naruto the Movie (ザ・ラスト -NARUTO THE MOVIE-?, Za Rasuto: Naruto The Movie), 2014
11. Boruto: Naruto the Movie (BORUTO -NARUTO THE MOVIE-?), 2015

### Colonna sonora
La colonna sonora della serie televisiva anime Naruto è stata composta da Toshio Masuda e poi raccolta in tre CD disponibili rispettivamente dal 3 aprile 2003, 18 marzo 2004 e 27 aprile 2005. Con l'uscita dei tre film animati tratti dalla serie, sono stati pubblicati anche degli album contenenti la colonna sonora del rispettivo film. Per Naruto: Shippuden, nonostante la presenza in alcuni episodi di musiche appartenenti alla prima serie, sono state composte musiche completamente nuove da Yasuharu Takanashi, raccolte in 2 CD venduti il 9 dicembre 2007 e il 16 dicembre 2009.
Oltre ai CD che raccolgono le musiche di sottofondo della serie, sono state commercializzate diverse raccolte delle sigle di apertura e chiusura delle due serie animate, dei film e degli OAV. Sono stati pubblicati anche due album che raccolgono le opening ed ending della prima serie, Naruto: Best Hit Collection e Naruto: Best Hit Collection II, il 17 novembre 2004 e il 2 agosto 2006 e otto di queste canzoni sono state raccolte in un disco intitolato Naruto in Rock -The Very Best Hit Collection Instrumental Version- venduto dal 19 dicembre 2007. Un ulteriore CD intitolato Naruto All Stars è stato pubblicato il 23 luglio 2008 e contiene dieci canzoni appartenenti alla serie Naruto remixate e cantate dai personaggi della serie, mentre 12 delle canzoni di apertura e chiusura di entrambe le serie e di alcuni film sono state raccolte nel Box DVD Naruto Super Hits 2006-2008 pubblicato il 14 luglio 2010. Il 12 ottobre 2011 è stato pubblicato un disco che racchiude le sigle di Naruto shōnen hen. Successivamente, nei mesi di luglio e agosto 2012, sono state messe in commercio altre due raccolte: Naruto Greatest Hits!!!!! contenente alcune sigle dell'anime Naruto: Shippuden oltre che alcune sigle di film e OAV e Best Hit Naruto contenente altre sigle appartenenti alla seconda serie e ai film corrispondenti.

### Romanzi

Copertina del romanzo Naruto - Cuore di ragazzo, sangue di demone

Dal manga sono stati tratti due romanzi entrambi contenenti illustrazioni realizzate da Masashi Kishimoto: il primo, scritto da Masatoshi Kusakabe (traduzione di Emanuele Granatello), si intitola Naruto - Cuore di ragazzo, sangue di demone (NARUTO－ナルト－; 白の童子、血風の鬼人?, Shiro no Dōji, Keppū no Kijin) che traspone fedelmente le vicende della prima missione di livello C compiuta dal Team 7 ed è stato pubblicato il 16 dicembre 2002; Naruto - La leggenda dei ninja coraggiosi (NARUTO―ナルト― ド根性忍伝?, Naruto: Dokonjō Ninden), scritto da Akira Higashiyama e pubblicato il 4 agosto 2010, è il secondo romanzo di Naruto ed è uno pseudobiblion basato sul romanzo scritto da Jiraiya nella serie. Il 2 novembre 2012 è uscito Naruto: Le cronache del tuono - Il giorno del pianto del lupo (NARUTO－ナルト－ 迅雷伝 狼の哭く日?, Naruto Jinraiden: Ōkami no Naku Hi), scritto da Akira Higashiyama.
Da febbraio fino a luglio 2015 è stata pubblicata la serie Naruto Hiden (NARUTO -ナルト- 秘伝?), che racconta la vita di alcuni personaggi dopo la fine della serie. La serie è composta da sei romanzi: Naruto: Kakashi - Fulmini in un cielo gelido (カカシ秘伝:氷天の雷?, Kakashi Hiden: Hyōten no Ikazuchi), scritto da Akira Higashiyama e pubblicato in Giappone il 4 febbraio 2015 e in Italia il 7 luglio 2016; Naruto: Shikamaru - Una nuvola alla deriva del silenzio (シカマル秘伝:闇の黙に浮かぶ雲?, Shikamaru Hiden: Yami no Shijima ni Ukabu Kumo), scritto da Takashi Yano e pubblicato in Giappone il 4 marzo e in Italia il 22 dicembre 2016; Naruto: Sakura - Pensieri d'amore trasportati da un vento primaverile (サクラ秘伝:春風にのせて?, Sakura hiden: shiren, harukaze ni nosete), scritto da Tomohito Ōsaki e pubblicato in Giappone il 3 aprile e in Italia il 23 febbraio 2017; Naruto: Il Villaggio della Foglia - Il giorno del matrimonio (木ノ葉秘伝:祝言日和?, Konoha Hiden: Shūgenbiyori), uscito il 1º maggio e scritto da Shō Hinata; Naruto: Gaara - Miraggio in una tempesta di sabbia (我愛羅秘伝:砂塵幻想?, Gaara Hiden: Sajingensō), uscito il 4 giugno e scritto da Shō Hinata; Naruto: Alba - Fiori del male dischiusi (暁秘伝 咲き乱れる悪の華?, Akatsuki Hiden: Sakimidareru Aku no Hana) uscito il 3 luglio e scritto da Shin Towada. Il 4 agosto 2015 è stato pubblicato il romanzo Naruto: La leggenda dei ninja puri (NARUTO -ナルト- ド純情忍伝?, Naruto: Dojunjō Ninden), scritto da Akira Higashiyama, che racconta le origini della serie La pomiciata (イチャイチャ?, Icha Icha) di Jiraiya.
Da settembre fino a novembre 2015 è stata pubblicata la serie basata sulla storia dei fratelli Uchiha, Naruto Shinden (NARUTO -ナルト- 真伝?). La serie è composta da tre romanzi: Naruto: Itachi - Il giorno (イタチ真伝:光明篇?, Itachi Shinden Kōmyō-hen), pubblicato il 4 settembre 2015 in Giappone e il 22 febbraio 2018 in Italia e scritto da Takashi Yano; Naruto: Itachi - La notte (イタチ真伝:暗夜篇?, Itachi Shinden An'ya-hen), pubblicato il 2 ottobre e scritto da Takashi Yano; Naruto: Sasuke - La luce del mattino (サスケ真伝:来光篇?, Sasuke Shinden Raikō-hen), scritto da Shin Towada e pubblicato il 4 novembre. Ad agosto 2016 è cominciata una nuova serie, Naruto Shinden (NARUTO -ナルト- ナルト新伝?) (dove "Shinden" significa "nuova storia", invece che "vera storia", come era nella serie precedente), composta da quattro romanzi: Naruto: La nuova generazione della Foglia - Ninja alle terme (木ノ葉新伝:湯煙忍法帖?, Konoha Shinden: Yukemuri Ninpōchō), pubblicato il 4 agosto 2016 e scritto da Shō Hinata; Naruto: Le nuove avventure di Naruto: La giornata genitori e figli (ナルト新伝 親子の日?, Naruto Shinden: Oyako no Hi), pubblicato il 2 maggio 2018 e scritto da Mirei Miyamoto; Naruto: Le nuove avventure di Sasuke: Maestri e discepoli (サスケ新伝 師弟の星?, Sasuke Shinden: Shitei no Hoshi), pubblicato il 4 giugno 2018 e scritto da Jun Esaka; Shikamaru Shinden: Maichiru Hana o Ureu Kumo (シカマル新伝 舞い散る華を憂う雲?), pubblicato il 4 luglio 2018 e scritto da Takashi Yano.
A giugno 2019 è cominciata un'ulteriore serie, chiamata Naruto Retsuden (NARUTO -ナルト- 烈伝?), composta da tre romanzi: Kakashi Retsuden: Rokudaime Hokage to Ochikobore no Shōnen (カカシ烈伝 六代目火影と落ちこぼれの少年?), pubblicato il 4 giugno 2019 e scritto da Jun Esaka; Sasuke Retsuden: Uchiha no Matsuei to Tenkyū no Hoshikuzu (サスケ烈伝 うちはの末裔と天球の星屑?), pubblicato il 2 agosto 2019 e scritto da Jun Esaka; Naruto Retsuden: Uzumaki Naruto to Rasen no Tenmei (ナルト烈伝 うずまきナルトと螺旋の天命?), pubblicato il 4 ottobre 2019 e scritto da Jun Esaka.
Oltre ai due adattamenti tratti dalla serie, è stato composto un romanzo da Masatoshi Kusakabe, Naruto - Battaglia al Villaggio della Cascata (滝隠れの死闘 オレが英雄だってばよ！?, Takigakure no shitō ore ga eiyū dattebayo!), uscito nel dicembre 2003 e basato su un OAV uscito nello stesso anno. Inoltre ognuno degli undici film è stato trasposto in un romanzo di cui i primi sette sono stati scritti da Masatoshi Kusakabe: Naruto - La primavera nel Paese della Neve (大活劇！雪姫忍法帖だってばよ！！?, Daikatsugeki! Yukihime ninpōchō dattebayo!!) è uscito il 23 agosto 2004, anch'esso tradotto da Emanuele Granatello, è basato sul primo lungometraggio cinematografico; Daigekitotsu! Maboroshi no chiteīseki dattebayo (大激突！幻の地底遺跡だってばよ?) è stato pubblicato il 22 agosto 2005 ed è tratto dal secondo film; Daikōfun! Mikazukito no animaru sōdo dattebayo (大興奮！みかづき島のアニマル騒動だってばよ?) è basato sul terzo film della serie ed è stato pubblicato il 7 agosto 2006; dal quarto film è stato tratto il romanzo Gekijōban Naruto Shippūden (劇場版NARUTO－ナルト－ 疾風伝?), pubblicato il 6 agosto 2007; Gekijōban Naruto Shippūden: Kizuna (劇場版NARUTO－ナルト－ 疾風伝 絆?) è stato pubblicato il 4 agosto 2008 ed è basato sul quinto film; dal sesto film è tratto Gekijōban Naruto Shippūden Hi no Ishi o Tsugu Mono (劇場版NARUTO－ナルト－ 疾風伝 火の意志を継ぐ者?) ed è uscito il 3 agosto 2009; mentre basato sul settimo film, Gekijōban Naruto Shippūden: Za Rosuto Tawā (劇場版NARUTO―ナルト― 疾風伝 ザ・ロストタワー?) è stato pubblicato il 2 agosto 2010. Dall'ottavo film è stato tratto Naruto: Buraddo Purizun (NARUTO―ナルト―鬼燈の城?) scritto da Akira Higashiyama e pubblicato il 4 luglio 2011; dal nono film è stato tratto il romanzo scritto da Yuka Miyata Road to ninja: Naruto the movie (ロード トゥ ニンジャ ナルト ザ ムービー?, Rōdo tu ninja: Naruto za Mūbī), pubblicato il 27 luglio 2012; Maruo Kyozuka ha scritto il romanzo tratto dal decimo, The Last: Naruto the Movie (THE LAST -NARUTO THE MOVIE-?, Za Rasuto: Naruto za Mūbī), pubblicato l'8 dicembre 2014; Ukyo Kodachi ne ha invece scritto uno basato sull'undicesimo film, Boruto: Naruto the Movie (BORUTO -NARUTO THE MOVIE-?, Boruto: Naruto za Mūbī), uscito il 10 agosto 2015.

### Giochi e videogiochi
Naruto Card Game (NARUTO カードゲーム?, Naruto Kādo Gēmu) è un gioco di carte collezionabili prodotto da Bandai e commercializzato a partire da dicembre 2002 fino al 1º maggio 2013. Il gioco è stato licenziato da Panini Comics in Italia e da Bandai America negli Stati Uniti, dove ha raggiunto una popolarità tale da stimolare la creazione di tornei appositi. Dall'estate 2014 è stato messo in commercio il nuovo gioco di carte Naruto Shippuden Deck-building Game, frutto di una collaborazione tra Cryptozoic Entertainment e Viz Media e basato su una modalità di gioco già presente in altri giochi di carte di Cryptozoic.
Dalla serie sono stati tratti anche numerosi videogiochi, prodotti per la maggior parte da Bandai, per varie piattaforme sia casalinghe sia portatili principalmente di Microsoft, Sony e Nintendo. Il primo videogioco pubblicato è stato Naruto: Konoha Ninpōchō, commercializzato nel solo Giappone nel 2003 per WonderSwan Color, mentre il primo gioco ad arrivare anche nei mercati occidentali è stato Naruto: Clash of Ninja, pubblicato in Giappone nel 2003 mentre arrivò negli Stati Uniti nel 2006. Al 2012 la Bandai ha venduto oltre 10 milioni di copie dei giochi di Naruto in tutto il mondo. Inoltre alcuni personaggi della serie sono stati inseriti anche in altri videogiochi, come in Battle Stadium D.O.N, in Jump Super Stars, in Jump Ultimate Stars, in J-Stars Victory Vs e in Jump Force.

### Spin-off
Sulla rivista di Shūeisha Saikyō Jump è stato pubblicato il manga spin-off Rock Lee - Prodezze di un giovane ninja (ロック・リーの青春フルパワー忍伝?, Rokku Rī no seishun furu pawā ninden), scritto e disegnato da Kenji Taira da dicembre 2010 a luglio 2014, con 39 capitoli raccolti in sette volumi. La serie ha avuto anche un adattamento animato di 51 episodi diretto da Masahiko Murata e prodotto dalla Pierrot col titolo Naruto SD: Rock Lee no seishun full power ninden (NARUTO -ナルト- SD ロック・リーの青春フルパワー忍伝?, Naruto SD: Rokku Rī no seishun furu pawā ninden).
Uno spin-off dello stesso Kenji Taira, intitolato Sasuke Uchiha no Sharingan den (うちはサスケの写輪眼伝? lett. "La leggenda dello Sharingan di Sasuke Uchiha"), è stato serializzato su Saikyō Jump a partire da ottobre 2014. L'opera è in stile super deformed e si incentra sul Team Taka composto da Sasuke Uchiha, Suigetsu Hozuki, Karin e Jūgo, rivelandone i retroscena comici.
| Nº | Data di prima pubblicazione | Data di prima pubblicazione | Data di prima pubblicazione |
| Nº | Giapponese                  | Giapponese                  |                             |
| -- | --------------------------- | --------------------------- | --------------------------- |
| 1  | 4 agosto 2015               | ISBN 978-4-08-880360-9      |                             |
| 2  | 29 luglio 2016              | ISBN 978-4-08-880763-8      |                             |

Dopo la fine della serie principale, è stata annunciata una miniserie spin-off intitolata Naruto Extra: Il settimo hokage e il marzo rosso (ＮＡＲＵＴＯ−ナルト−外伝・七代目火影と緋色の花つ月?, Naruto gaiden: nanadaime hokage to akairo no hanatsuzuki) serializzata dal 27 aprile al 6 luglio 2015 sulla rivista Weekly Shōnen Jump, scritta e disegnata dallo stesso Kishimoto e che ha trattato le vicende di Sarada Uchiha, figlia di Sasuke, e della nuova generazione dei ninja di Konoha. La miniserie si compone di dieci capitoli raccolti in un unico tankōbon pubblicato in Giappone il 4 agosto 2015 e in Italia il 3 novembre 2016.
| Nº | Titolo italiano Giapponese 「Kanji」 - Rōmaji | Data di prima pubblicazione          | Data di prima pubblicazione |
| Nº | Titolo italiano Giapponese 「Kanji」 - Rōmaji | Giapponese                           | Italiano                    |
| 1  | Sarada Uchiha 「うちはサラダ」 - Uchiha Sarada | 4 agosto 2015 ISBN 978-4-08-880468-2 | 3 novembre 2016             |
| 1  | Capitoli - 700+1. Sarada Uchiha (うちはサラダ?, Uchiha Sarada) - 700+2. Il ragazzo con lo Sharingan! (写輪眼の少年…!!?, Sharingan no shōnen…!!) - 700+3. L'incontro casuale (1) (邂逅①?, Kaikō 1) - 700+4. L'incontro casuale (2) (邂逅②?, Kaikō 2) - 700+5. Il futuro (未来は?, Mirai wa) - 700+6. Chi non si evolve (進化無き種?, Shinkanaki shu) - 700+7. Schiavi del DNA (遺伝子の奴隷?, Idenshi no dorei) - 700+8. Ciò che è vero (本物?, Honmono) - 700+9. Ti proteggerò io (私が守る?, Watashi ga mamoru) - 700+10. Ciò che si riflette nei tuoi occhi (その眼に写るもの?, Sono me ni utsurumono) |                                      |                             |

Un'ulteriore serie spin-off, intitolata Boruto: Naruto Next Generations (ＢＯＲＵＴＯ―ボルト― ―ＮＡＲＵＴＯ ＮＥＸＴ ＧＥＮＥＲＡＴＩＯＮＳ―?, Boruto: Naruto Nekusuto Jenerēshonzu), è serializzata dal 9 maggio 2016 a cadenza mensile sulla rivista Weekly Shōnen Jump, scritta da Ukyō Kodachi e disegnata da Mikio Ikemoto, entrambi collaboratori di Makashi Kishimoto. Il manga tratta le vicende della nuova generazione dei ninja di Konoha. Un adattamento anime, prodotto da Pierrot, va in onda in Giappone su TV Tokyo dal 5 aprile 2017.

### Databookeartbook

Copertina del primo artbook Naruto Uzumaki

Dal mondo di Naruto sono stati tratti sei databook contenenti informazioni sui personaggi, sulle tecniche utilizzate e miscellanea: il primo di questi, Il mondo di Naruto - La guida ufficiale al manga vol.1 - Hiden rin no sho: Il libro delle sfide (NARUTO―ナルト―［秘伝・臨の書］?, Naruto Hiden: Rin no sho), è stato pubblicato il 4 aprile 2002; il secondo è Il mondo di Naruto - La guida ufficiale al manga vol.2 - Hiden hyo no sho: Il libro del ninja (NARUTO―ナルト―［秘伝・兵の書］?, Naruto Hiden: Hei no sho), messo in vendita il 4 ottobre 2010; il terzo, intitolato Il mondo di Naruto - La guida ufficiale al manga vol.3 - Hiden to no sho: Il libro dei combattimenti (NARUTO―ナルト―［秘伝・闘の書］?, Naruto Hiden: Tō no sho), è stato pubblicato il 4 aprile 2005 e, insieme ai primi due, fornisce informazioni sui personaggi e sulle tecniche utilizzate fino al volume 27 del manga; il quarto, Il mondo di Naruto - La guida ufficiale al manga vol.4 - Hiden sha no sho: Il libro dei guerrieri (NARUTO―ナルト―［秘伝・者の書］?, Naruto Hiden: Sha no sho), è stato pubblicato il 4 settembre 2009; il quinto, Naruto Hiden: Mina no sho - Official Fanbook (NARUTO－ナルト－［秘伝・皆の書］オフィシャルプレミアムファンBOOK?), è stato pubblicato il 4 dicembre 2009 per festeggiare il decimo anniversario della serie e contiene illustrazioni di Naruto realizzate da altri autori, il one-shot di Karakuri e un'intervista con Masashi Kishimoto e Yoshihiro Togashi; il sesto databook intitolato Il mondo di Naruto - La guida ufficiale al manga vol.5 - Hiden jin no sho: Il libro degli schieramenti (NARUTO-ナルト-[秘伝・陣の書]キャラクターオフィシャルデータBOOK?, NARUTO Hiden: Jin no sho - Kyarakutā Ofisharu DētaBOOK) è stato pubblicato il 4 novembre 2014 insieme al volume 71 del manga e contiene tutte le informazioni sui personaggi e sulle tecniche apparse tra il volume 44 e il penultimo albo della serie.
Dalla serie sono stati tratti anche quattro artbook: Naruto Uzumaki (NARUTO―ナルト― 岸本斉史画集 UZUMAKI?, Naruto Illustration Book - Uzumaki) è stato pubblicato il 2 luglio 2004, PAINT JUMP: Art of Naruto (PAINT JUMP - Art of NARUTO－ナルト－?) è stato pubblicato il 4 aprile 2008, il terzo è stato pubblicato il 3 luglio 2009 ed è intitolato Naruto Illustration Book (NARUTO－ナルト－イラスト集 NARUTO?, Naruto Illustration Book - Naruto) mentre l'ultimo artbook, Naruto Illustration Book - Uzumaki Naruto (NARUTO─ナルト─イラスト集 UZUMAKI NARUTO?), è stato pubblicato il 4 febbraio 2015.

### Teatro
Come annunciato sul numero 46 di Weekly Shōnen Jump, il 21 marzo 2015 nell'Aiia Theater Tokyo è andata in scena una rappresentazione teatrale del manga. Lo spettacolo si poi è spostato in diverse città del Giappone come Fukuoka, Osaka e Miyagi e all'estero a Macao, in Malaysia e a Singapore. L'adattamento è stato diretto da Akiko Kodama, Toshio Masuda si è occupato delle musiche e Kōdai Matsuoka ha interpretato Naruto Uzumaki.

## Accoglienza

Francobolli emessi dalle poste giapponesi ispirati all'anime di Naruto

Il manga ha goduto di un grande successo in Giappone. Al volume 51 la serie ha raggiunto i 100 milioni di copie stampate diventando il quinto manga di Weekly Shōnen Jump a raggiungere questa cifra, mentre a febbraio 2012 Naruto supera i 126 milioni di esemplari venduti, scavalcando Slam Dunk e diventando la quarta serie per volume di vendite nella storia della rivista, raggiungendo a febbraio 2014 i 131,5 milioni di copie stampate. Dal 2007 in poi i volumi del manga risultano sempre tra i tankōbon più venduti dell'anno e la serie ha occupato stabilmente la top ten dei manga più venduti durante l'anno. La rivista Da Vinci ha stilato una classifica dei 20 migliori manga ad apparire sulle pagine di Weekly Shōnen Jump, con Naruto che figura al 9º posto. Tramite un sondaggio online, TV Asahi ha pubblicato la classifica dei 100 anime preferiti dai giapponesi, in cui Naruto occupa la 17ª posizione sia nel 2005 sia nel 2006, mentre, nello stesso sondaggio nel 2006 figura al 34º posto tra gli anime preferiti dalle celebrità giapponesi. Naruto: Shippuden si colloca tra le serie più viste in Giappone, con i DVD della serie che risultano tra i più venduti in territorio nipponico. Inoltre la serie viene vista da più di 160.000 utenti in streaming una settimana dopo la messa in onda in televisione.
Naruto ha venduto più di 95 milioni di copie in 35 paesi nel mondo. Negli Stati Uniti, in Francia, Germania e Spagna detiene inoltre il titolo di manga col maggior numero di vendite (al 2014). La serie è una delle più vendute tra quelle licenziate da Viz Media: nel 2006 gli albi di Naruto hanno coperto quasi il 10% del volume totale di vendita dei manga di quell'anno, continuando a vendere in maniera eccezionale nonostante i numerosi volumi da cui è composta la serie e risultando più di una volta il manga più redditizio pubblicato negli Stati Uniti secondo il sito ICv2. Sempre nel 2006 il settimo volume ha vinto il Quill Award per il miglior fumetto, diventando il primo manga a conquistare questo premio, mentre nel 2012 e nel 2013 il manga ha vinto il premio per il miglior franchise ai Neo Awards. Il volume 11 è inoltre diventato il tankōbon a raggiungere la posizione più alta nella classifica "Booklist" di USA Today alla posizione nº 21, venendo poi superato dal volume 16 di Fruits Basket e dal nº 28 di Naruto. Nel 2008, poi, la serie è stata una delle più vendute dell'anno, col volume 28 al secondo posto dietro Watchmen. Per quanto riguarda l'anime, la serie ha ricevuto, nel 2007, diverse nomination all'American Anime Award in varie categorie, tra cui miglior cast, miglior serie di lunga durata e miglior design del box DVD. La prima serie animata viene considerata una delle licenze di anime di proprietà di Viz Media più vendute. Nel Regno Unito, la serie ha venduto più di 378 000 copie di DVD e oltre 600 000 copie del manga confermandosi come uno dei migliori franchise oltremanica.
Il manga ha avuto un grande seguito anche in Italia, dove, sia con la prima edizione sia con le varie ristampe, è sempre uno dei 10 titoli più venduti ogni mese di Planet Manga. Sul sito AnimeClick.it, in un sondaggio per gli utenti tra chi fosse ritenuto il migliore tra Naruto, One Piece e Dragon Ball, Naruto ha ottenuto 485 voti su 1401 piazzandosi al secondo posto, dopo One Piece e prima di Dragon Ball. In Italia il doppiaggio della prima serie animata ha vinto, nel 2007, il premio conferito dal pubblico al miglior doppiaggio di un cartone giapponese al 6º Gran Galà del Doppiaggio.
"Naruto" è risultato il settimo termine più ricercato nel web del 2007, figura inoltre al settimo posto anche tra le parole più ricercate nel 2008 sul motore di ricerca Yahoo. Sul servizio streaming Hulu, la serie Naruto: Shippuden è tra le serie televisive più viste e popolari.
Il sito web Goo Ranking ha intervistato 2 310 lettori di Weekly Shōnen Jump tra il 19 giugno e il 3 luglio 2020 e questi hanno classificato la serie al sesto posto tra quelle più commoventi pubblicate dalla rivista. Nel sondaggio Manga Sōsenkyo 2021 indetto da TV Asahi, 150 000 persone hanno votato la loro top 100 delle serie manga e Naruto si è classificata al 7º posto.

### Critica
Secondo l'autore Jason Thompson, oltre ai buoni disegni, la serie riesce a reinventare il mondo dei ninja miscelandolo con elementi mitologici giapponesi e creando un mondo crudele ma con antagonisti che hanno motivazioni reali per le loro azioni; a conclusione della sua analisi, Thompson lo definisce un buon manga e ne consiglia la lettura anche a chi si accosta per la prima volta al mondo dei fumetti giapponesi. Il recensore Carl Kimlinger ritiene che la formula del torneo presentata durante l'esame di selezione dei chunin, nonostante sia stata già utilizzata moltissime volte nei manga shōnen, abbia mostrato la capacità di Kishimoto di gestire bene i combattimenti e le loro scene, anche se con qualche spiegazione di troppo, e riuscendo a mostrare che anche il personaggio che all'apparenza sembra più goffo può diventare un avversario pericoloso, lamentandosi però della poca progressione della trama. Sempre riguardo al torneo, A. E. Sparrow è rimasto positivamente impressionato dalla capacità dell'autore di unire scene d'azione e comiche, mantenendo allo stesso tempo dei disegni di qualità. Stefano Radolovich, critico di Everyeye, trova nei personaggi e nelle loro interazioni il punto di forza del manga, che tocca in certi punti una profondità e una maturità rari per un manga shōnen, mentre i punti negativi sono dati da alcuni disegni che non riescono a esprimere con nitidezza l'evolversi dello scontro e alcuni combattimenti che ricordano il classico scontro dove vince semplicemente il personaggio più potente.
Martin Theron ha criticato i lunghi combattimenti presenti nella serie, pur apprezzando il fatto che questi non seguano le canoniche regole degli shōnen, e ha inoltre lodato le musiche dell'anime, che aumentano l'intensità della serie e il coinvolgimento dello spettatore. Christina Carpenther di T.H.E.M. Anime ha descritto Naruto come leggermente sopra la media, con personaggi stereotipati e uno stile grafico che non è stato trasposto appieno dal manga. Per lo stesso sito, il recensore Derrick L. Tucker ha definito la qualità dell'animazione altalenante, con combattimenti tecnicamente buoni ma che rallentano lo svolgimento della trama principale. Per quanto riguarda Naruto: Shippuden, Carl Kimlinger ha evidenziato la presenza di toni più maturi mantenendo però lo stesso bilanciamento tra parte comica e parte seria, con i rapporti tra i personaggi che vengono approfonditi ma che rendono le prime puntate lente.

## Impatto culturale

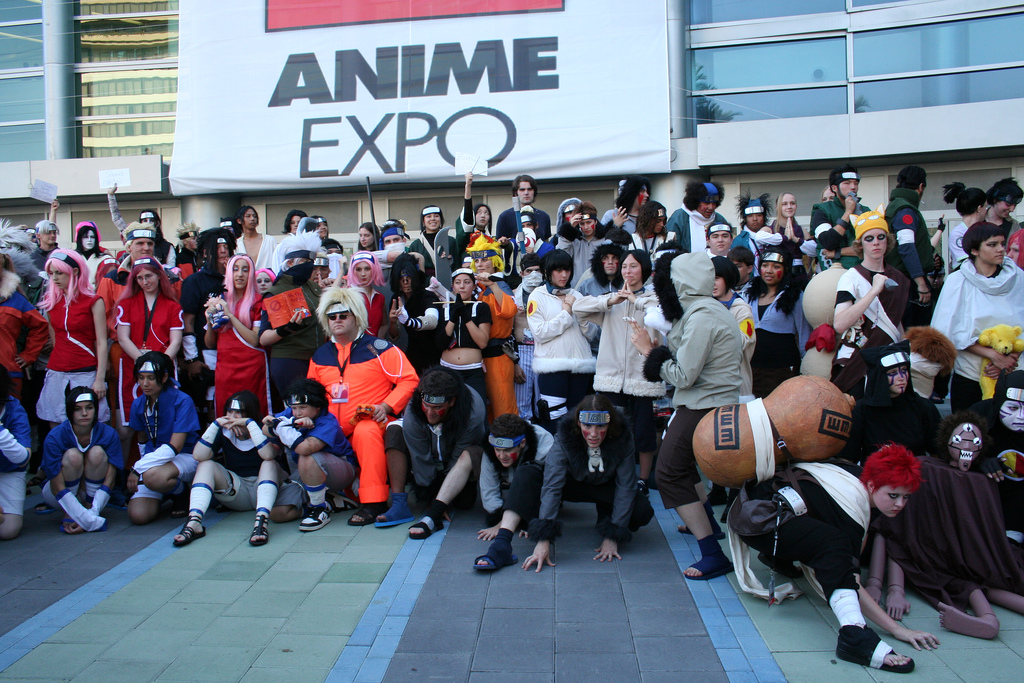
Gruppo di cosplayer dei personaggi di Naruto

Con la crescita della popolarità della serie, numerosi sono stati gli omaggi fatti dai fan in tutto il Giappone. Nella Prefettura di Okayama, zona di nascita dell'autore Masashi Kishimoto, gli abitanti del luogo hanno usato diversi modi per esprimere il loro apprezzamento, come la rappresentazione del personaggio nei campi agricoli tramite l'utilizzo di diverse varietà di riso o il ridipingimento di un intero treno dedicato ai personaggi della serie. Nella città di Naruto, invece, è stata creata una riproduzione in scala del monte degli hokage e, durante il festival Awa Odori che si tiene nella stessa prefettura, sono state dedicate alla serie molte attrazioni, come mostre e negozi a tema. Inoltre, tramite un progetto speciale per il rimboschimento della prefettura di Yamanashi, la società di PresentTree e Shūeisha hanno piantato oltre 7.500 alberi chiamando l'area "Foresta di Naruto".
Nel 2009, per festeggiare i 10 anni di serializzazione del manga sulla rivista Weekly Shōnen Jump, più di 40 autori che hanno pubblicato sulle riviste di Shūeisha hanno realizzato delle illustrazioni di Naruto, tra cui i mangaka Akira Toriyama ed Eiichirō Oda, mentre nel 2014 sul numero 50, che ha visto coincidere sia la fine del manga sia i festeggiamenti per i 15 anni della serie, i mangaka con una serie in corso su Shōnen Jump si sono congratulati con Kishimoto per il lavoro svolto su Naruto durante i 15 anni di serializzazione, con Eiichirō Oda che ha inserito numerosi riferimenti al manga nella prima pagina del capitolo di One Piece uscito nello stesso numero. Per festeggiare i 10 anni di messa in onda della serie animata, è stato ospitato un parco a tema a marzo 2012 nel complesso acquatico Laguna Gamagori Resort dedicato a Naruto; il complesso è stato decorato con motivi e oggetti ispirati al mondo della serie oltre a una rappresentazione delle scene più famose dell'anime. Con la collaborazione di Weekly Shōnen Jump, Pierrot e Toei Animation, l'azienda Bandai Namco Holdings ha creato un parco a tema dedicato alle serie più famose della suddetta rivista, tra cui Naruto a cui è stata dedicata un'intera area.
Dalla serie sono stati tratti inoltre diversi dōjinshi e parodie; tra le più famose: Naburo, una serie indonesiana pubblicata dall'autore Iruka Ousama sulla rivista Solomon Grup e da cui è stato tratto anche un film indie intitolato Naburo Bersyukur, e Raruto, una parodia dell'autore spagnolo Jesus Garcia Ferrer che ha poi creato anche il sequel Raruto Sisepuede. L'ambientazione del manga ha inoltre ispirato diversi appassionati di tutto il mondo, i quali hanno creato, anche amatorialmente, diversi giochi di ruolo online.

## Merchandising

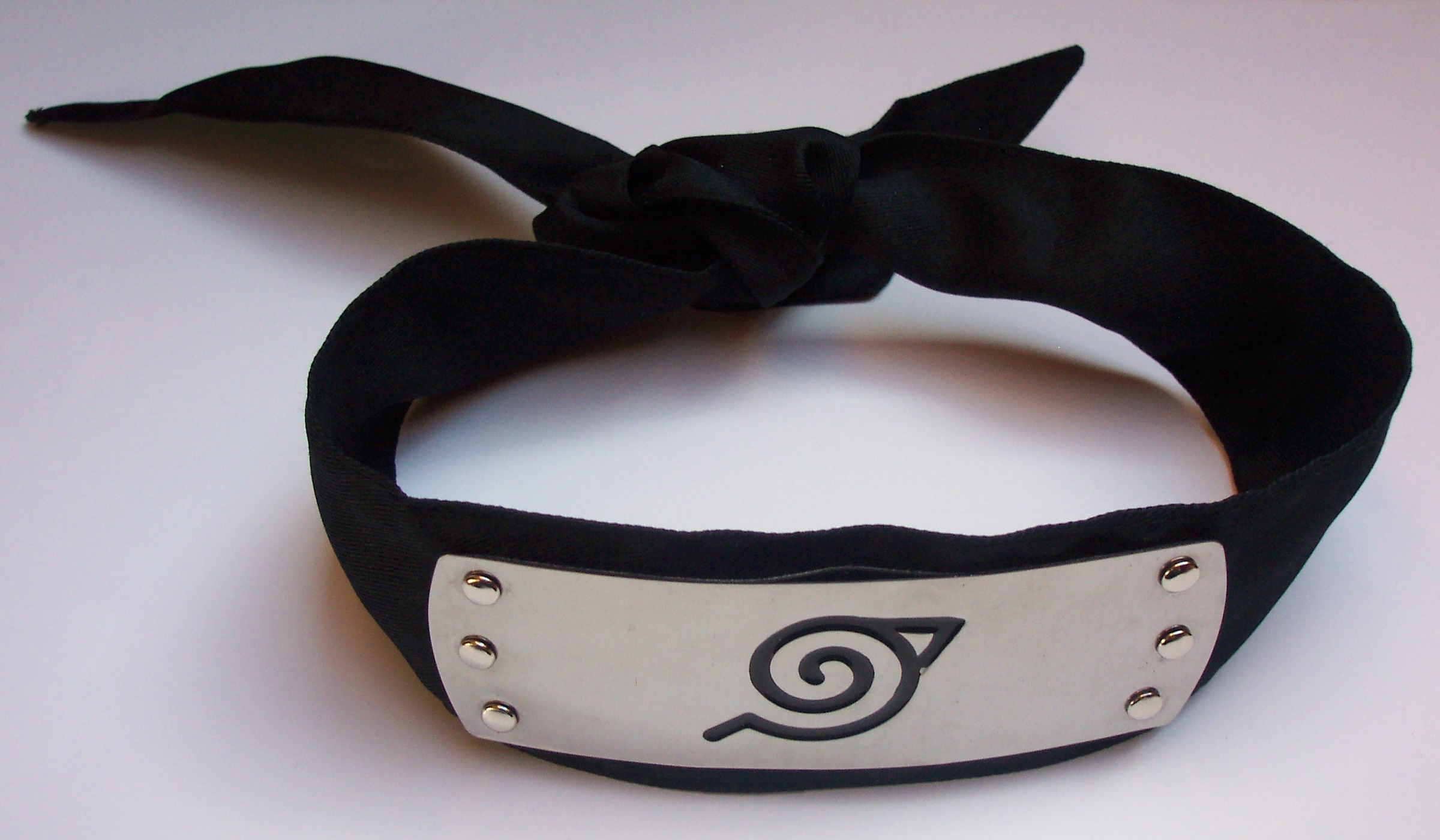
Riproduzione del coprifronte dei ninja del Villaggio della Foglia

Dal franchise sono tratti numerosi oggetti di merchandising quali portachiavi, oggetti di cancelleria, action figure e molti altri gadget, commercializzati sotto il marchio Namco Bandai. L'azienda ha stretto negli anni diverse partnership per la promozione della serie, tra cui quella con gli Yomiuri Giants per la promozione del film Naruto Shippuden: Blood Prison, una collaborazione con Nike che ha creato un modello di scarpe limitato ispirate a Naruto e quella con la Croce Rossa per incentivare la donazione di sangue tra i giovani. Per festeggiare il 10º anniversario della serie animata, l'azienda Imperial Enterprise ha iniziato la vendita, a partire dal 19 gennaio 2012, di un'edizione limitata dell'orologio ufficiale della serie Naruto: Shippuden. Per la promozione del film The Last - Naruto the Movie l'azienda Movic ha messo in vendita dall'11 dicembre un orologio raffigurante il personaggio di Hinata e con la riproduzione della voce della doppiatrice del personaggio. Dopo la messa in onda dell'anime, la serie è diventata uno dei franchise di punta di TV Tokyo, contribuendo da sola al 10% del fatturato del 2013 dell'azienda.
In Nord America Viz Media è la società che detiene i diritti di sfruttamento del brand Naruto. L'azienda ha stretto alcune partnership delegando Mattel, Diamond Comic Distributor e CafePress alla creazione, distribuzione e vendita di merchandise relativo al franchise: Basic Fun si occupa della creazione di oggetti ispirati alla serie per iPod, Great Eastern Entertainment produce invece altri gadget come portachiavi e riproduzioni dei coprifronte usati nel manga. McDonald's ha effettuato inoltre una campagna promozionale con la creazione di un Happy Meal basato sul manga e commercializzato in America Latina.
In Italia il gruppo Campari ha dedicato alla serie una linea di lattine a edizione limitata delle bevande Lemonsoda e Oransoda raffiguranti illustrazioni dei personaggi del manga. Insieme ai franchise di Dragon Ball e Spider-Man è una delle serie più vendute a livello di materiale per la scuola.